# Trivialismo
Trivialismo (del Latín trivalis, significa «encontrado en todas partes») es la teoría lógica de que todas las definiciones (o proposiciones) son verdaderas y que todas las contradicciones de la forma «p y no p» (ej. la pelota es roja y no es roja) son verdaderas.  Según esto, un trivialista es una persona que cree que todo es verdadero. En la lógica clásica, el trivialismo es una violación directa de la ley de no contradicción de Aristóteles.  En filosofía, algunos consideran que el trivialismo es el concepto completamente opuesto al escepticismo. Las lógicas «paraconsistentes» pueden usar «la ley de la no trivialidad» para abstenerse del trivialismo en prácticas lógicas que implican verdaderas contradicciones.
Se han ofrecido argumentos teóricos y anécdotas del trivialismo para contrastarlo con teorías como el realismo modal, el dialeteismo y las lógicas paraconsistentes.

## Resumen

### Etimología
El trivialismo, como término, deriva de la palabra latina trivialis, que significa algo que se puede encontrar en todas partes.  Desde entonces, «trivial» se utilizó para insinuar que algo era simple o introductorio.  En la lógica, a partir de este significado, una teoría «trivial» es algo considerado como defectuoso frente a un fenómeno complejo que necesita ser representado completamente.  Así, literalmente, la teoría trivialista es algo expresado de la manera más simple posible.

### Teoría
Según la lógica simbólica, el trivialismo puede expresarse de la siguiente manera:
```
∀pTp
```

Lo anterior se leería como «cualquier proposición es una proposición verdadera» a través de la cuantificación universal (∀).
La afirmación del trivialismo siempre puede aplicar su verdad fundamental, también conocida como una verdad predicada:
```
p ←→ Tp
```

Lo anterior se leería como «es una proposición solo si es una proposición verdadera», lo que significa que existe la creencia de que todas las proposiciones son inherentemente probadas como verdaderas. Si este concepto no se usa de forma congruente, nos arriesgamos a que el trivialismo no sea visto como algo genuino y completo, ya que afirmar que una proposición es verdadera y a su vez negarla como probablemente verdadera puede considerarse inconsistente según esta supuesta teoría.

### Taxonomía de trivialismos
Luis Estrada-González en «Models of Possibilism and Trivialism» enumera cuatro tipos de trivialismo a través del concepto de mundos posibles, tomando un «mundo» como una posibilidad y «el mundo real» como una realidad.  Existe una teoría que equipara el trivialista entendido como aquel que simplemente designa un valor a todas las proposiciones, con aquellos que ven las proposiciones y sus negaciones como verdaderas. Esta taxonomía se utiliza para demostrar la solidez y la credibilidad del trivialismo en este contexto:
(T0) Trivialismo minimalista: En algún mundo, todas las proposiciones tienen un valor designado.
(T1) Trivialismo pluralista: En algunos mundos, todas las proposiciones tienen un valor designado.
(T2) Trivialismo realista: En el mundo real, todas las proposiciones tienen un valor designado.
(T3) Trivialismo absoluto: En todos los mundos, todas las proposiciones tienen un valor designado.

## Argumentos contra el trivialismo
Existe un consenso entre la mayoría de los filósofos, que es el de la negación del trivialismo, denominado no trivialismo o antitrivialismo.  Esto se debe a la imposibilidad de realizar un razonamiento sólido a través del principio de explosión y se considera un absurdo (reductio ad absurdum).

### Aristóteles
La ley de Aristóteles de no contradicción y otros razonamientos son considerados contrarios al trivialismo. Luis Estrada-González en «Models of Possibilism and Trivialism» entiende el IV libro de la Metafísica de Aristóteles como: «Un conjunto de ideas entre 1008a26 y 1007b12 de la forma «si el trivialismo está en los cierto, entonces X es la cuestión, y si X es la cuestión entonces todas las cosas son una.  Pero es imposible que todas las cosas sean una, entonces el trivialismo es imposible.» ... estas consideraciones aristotélicas son el origen de prácticamente todas las conjeturas posteriores que van en contra el trivialismo:  El trivialismo debe rechazarse porque identifica lo que no debe ser identificado, y es indeseable desde un punto de vista lógico porque identifica lo que no es idéntico, concreto, verdadero o falso.

### Priest
Graham Priest considera que el concepto de trivialismo es insostenible: «el dialeteismo es una cuestión importante; sin embargo, la creencia en el [trivialismo] podría ser motivo de locura certificable». Formuló la «ley de no trivialidad» como sustitución de la ley de no contradicción en la lógica paraconsistente y del dialeteismo.

## Argumentos para el trivialismo
Existen razonamientos teóricos que defienden el trivialismo, y que están argumentados desde la posición de abogado del diablo:

### Razonamiento desde el posibilismo
Paul Kabay defendió el concepto de trivialismo en «On the Plenitude of Truth» a partir de lo siguiente:
1. El posibilismo es verdadero [premisa]
2. Si el posibilismo es verdadero, entonces hay un mundo [tanto posible como imposible o ambos], m, en el que el trivialismo es verdadero [premisa] m es un mundo posible [premisa]
3. Es verdad en m que m es idéntico al mundo actual, A [2] Si es verdad que hay un mundo, m, y m es un mundo posible, y es verdad en m que m es idéntico a A, entonces el trivialismo es verdadero [premisa]
4. El trivialismo es verdadero [1-5]

Más arriba, el posibilismo (realismo modal; relacionado con mundos posibles) es una teoría aceptada por muy pocos que defiende que cualquier proposición es posible. Si damos por sentado que esto es verdadero, entonces debemos suponer que el trivialismo es también verdadero, según Kabay.

### Paradojas
La paradoja del mentiroso, la paradoja de Curry y el principio de explosión pueden confirmarse como válidas y no necesitan ser resueltas ni utilizadas para defender al trivialismo.

## Implicaciones filosóficas

### Comparación con elescepticismo
Paul Kabay compara del trivialismo con las escuelas del escepticismo filosófico (en «One the Plenitude of Truth») - el pirronismo por ejemplo - que buscan alcanzar una forma de ataraxia o estado de imperturbabilidad; y afirma que el trivialista figurativo alcanza inherentemente este estado. Supuestamente esto está justificado por el trivialista figurativo que considera verdaderas todas las situaciones, incluso en un estado de ansiedad.  Una vez aceptado universalmente como verdadero, el trivialista se libera de la ansiedad de tener que valorar si una situación es verdadero o no.
Kabay compara el pirronismo escéptico con el trivialista figurativo y afirma que el escéptico alcanza un estado de imperturbabilidad a través del aplazamiento de sus creencias mientras que el trivialista puede alcanzar dicho estado a través de una abundancia de creencias.
En este caso, de acuerdo con las afirmaciones independientes de Graham Priest, el trivialismo se considera un concepto completamente opuesto al escepticismo.  Sin embargo, en tanto que los trivialistas afirman que todos los estados y cosas son universalmente verdaderos, los pirronistas ni afirman ni niegan la verdad (o falsedad) de estas cosas.

### Imposibilidad de acción
Tanto Priest como Kabay afirman que es imposible que un trivialista pueda escoger de manera sincera y, por lo tanto, pueda actuar.  Priest lo argumenta de esta manera en «Doubt Truth to Be a Liar»: «Uno no actúa con la intención de generar ciertas situaciones, s, si uno cree que s ya es válido. Por el contrario, si uno actúa con el propósito de generar s, entonces no se cree que s ya lo haya obtenido».  Irónicamente, debido a su suspensión de la determinación ante la sorprendente equiparación entre reclamos, el pirronista también ha estado sujeto a los cargos de la apraxia.

## Defensores
El filósofo australiano Paul Kabay, sostiene en su libro «A Defense of Trivialism» que ha habido varios filósofos en la historia han defendido puntos de vista similares al trivialismo, aunque no llega a definirlos como trivialistas.  Hace referencia a varios filósofos griegos presocráticos, Dice de ellos que mantenían puntos de vista parecidos al trivialismo. Añade que Aristóteles, en su libro «Metafísica» parece sugerir que Heráclito y Anaxágoras defendían el trivialismo. Se refiere a Anaxágoras cuando afirma que todas las cosas son una. Kabay también insinúa que las ideas de Heráclito son similares al trivialismo porque Heráclito creía en la unión de los opuestos. Esto queda patente en citas como «el camino hacia arriba y hacia abajo es el mismo».  Kabay también menciona a un cardenal católico del siglo XV, Nicolás de Cusa, del que dice que lo que Cusa escribió en «De Docta Ignorantia» se interpreta como que Dios contiene todos los hechos, idea de la cual, según Kabay, resultaría el trivialismo, aunque también admite que los principales discípulos de Cusa no pensaban que su maestro fuera trivialista. Kabay también habla de Spinoza como un filósofo cuyas ideas se parecen a las del trivialismo. Kabay defiende que Spinoza era un trivialista porque creía que todo estaba hecho de una substancia dotada de infinitos atributos. Kabay también se refiere a Hegel como un filósofo cuyas ideas se acercan al trivialismo, y cita la afirmación de Hegel en «The Science of Logic»: «todo es inherentemente contradictorio».

### Azzouni
Jody Azzouni se postula como defensor del trivialismo en su artículo «The Strengthened Liar» al afirmar que el lenguaje natural es trivial e inconsciente gracias a la existencia de la paradoja del mentiroso («Esta oración es falsa»), y que el lenguaje natural se ha desarrollado sin rumbo fijo.  Azzouni entiende que cada oración en cualquier lenguaje natural es verdadera.

### Anaxágoras
Graham Priest en su libro de 2005 «Doubt Truth to Be as Liar», da a entender que el filósofo griego Anaxágoras es un posible trivialista.  Priest escribe «Sostuvo que, al menos una vez, todo estaba mezclado de manera que un predicado no pudiera ser utilizado en mayor medida que un predicado opuesto.»

## Antitrivialismo
Luis Estrada-González en «Models of Possibilism and Trivialism» enumera ocho tipos de antitrivialismo (o no trivialismo) a través del uso de mundos posibles:
(AT0) Antitrivalismo realista minimalista: En el mundo real, algunas proposiciones no tienen valor de verdadero o falso.
(AT1) Antitrivialismo realista absoluto: En el mundo real, todas las proposiciones no tienen valor de verdadero o falso.
(AT2) Antitrivalismo minimalista: En algunos mundos, algunas proposiciones no tienen valor de verdadero o falso.
(AT3) Antitrivialismo mordaz (o nihilismo lógico minimalista): En algunos mundos, todas las proposiciones no tienen valor de verdadero o falso.
(AT4) Antitrivialismo distribuido: En todos los mundos, algunas proposiciones no tienen valor de verdadero o falso.
(AT5) Antitrivialismo sólido: Algunas proposiciones no tienen valor de verdadero o falso en ningún mundo.
(AT6) Súper antitrivialismo (o nihilismo lógico moderado): Todas las proposiciones no tienen valor de verdadero o falso en algún mundo.
(AT7) Antitrivialismo absoluto (o nihilismo lógico máximo): Todas las proposiciones no tienen valor de verdadero o falso en todos los mundos.

## Otras lecturas
Frederick Kroon (2004). "Realism and Dialetheism".  En Graham Priest; J. C. Beall; Bradley Armour-Garb (eds.). La ley de la no contradicción: Nuevos ensayos filosóficos Oxford University Press. ISBN 978-0-19-926517-6.
Immanuel (Immanuel) (2014). Ciencia instrumentalista de la filosofía Zen: Trivialismo aplicado ad hoc. Ciencia zen aplicada. Recuperado el 30 de enero de 2015.
- Datos: Q7844667